# E-podróżnik.pl
e-podróżnik.pl – wyszukiwarka połączeń autobusowych, kolejowych i komunikacji miejskiej oferująca również sprzedaż biletów przewoźników autobusowych i kolejowych. Prowadzona od 2008 r. przez firmę Teroplan S.A. (dawniej Inventors.pl). Pod nazwą Teroplan wyszukiwarka dostępna jest również w Czechach, Niemczech, Serbii i na Ukrainie.
Siedziba firmy znajduje się w Krakowie.

## Opis
e-podróżnik.pl oferuje bazę ponad 1000 rozkładów jazdy przewoźników autobusowych oraz kolejowych (w tym PKP Intercity oraz Przewozów Regionalnych). W 2013 r. baza przewoźników została uzupełniona o komunikację miejską, co dało możliwość wyszukania połączeń od drzwi do drzwi. Dane o komunikacji miejskiej dostępne są dla Białegostoku, Bydgoszczy, Elbląga, Gorzowa Wielkopolskiego, GOP, Grudziądza, Kielc, Koszalina, Krakowa, Kutna, Lublina, Łodzi, Olsztyna, Opola, Piły, Poznania, Radomia, Rzeszowa, Szczecina, Torunia, Trójmiasta, Warszawy, Wrocławia i Zielonej Góry.
Poprzez serwis można kupić bilety ponad 300 przewoźników krajowych i międzynarodowych. Do października 2015 r. oferta sprzedażowa ograniczona była tylko do przewoźników autobusowych, po czym ofertę rozszerzono o bilety kolejowe Arrivy RP i Kolei Małopolskich. Od 2017 r. dostępna jest oferta Przewozów Regionalnych i Kolei Śląskich, łącznie z biletami okresowymi. Oprócz strony internetowej funkcjonuje również całodobowa infolinia pod numerem 703 402 802 oraz aplikacja mobilna na Androida. Serwis zintegrowany jest z platformą mapową OpenStreetMap.

## Historia
Pomysł serwisu powstał wśród dwóch krakowskich studentów i został opisany w pracy magisterskiej. W 2007 r. powstała spółka Inventors.pl, założona i prowadzona w Oświęcimiu przez Jakuba Stuglika i Andrzeja Soroczyńskiego, do których dołączył później prywatny inwestor Tomasz Hajnos. W następnym roku serwis został uruchomiony. Obecnie siedziba firmy znajduje się w Krakowie. Firma zatrudnia ponad 100 osób.
W marcu 2019 mniejszościowym akcjonariuszem spółki została Wirtualna Polska, która od jednego z funduszy venture capital odkupiła 10 procent akcji, a w ramach nowej emisji objęła jeszcze 3 procent akcji. Wartość transakcji wyniosła 7,7 mln złotych. 